# Francesco Berlinghieri

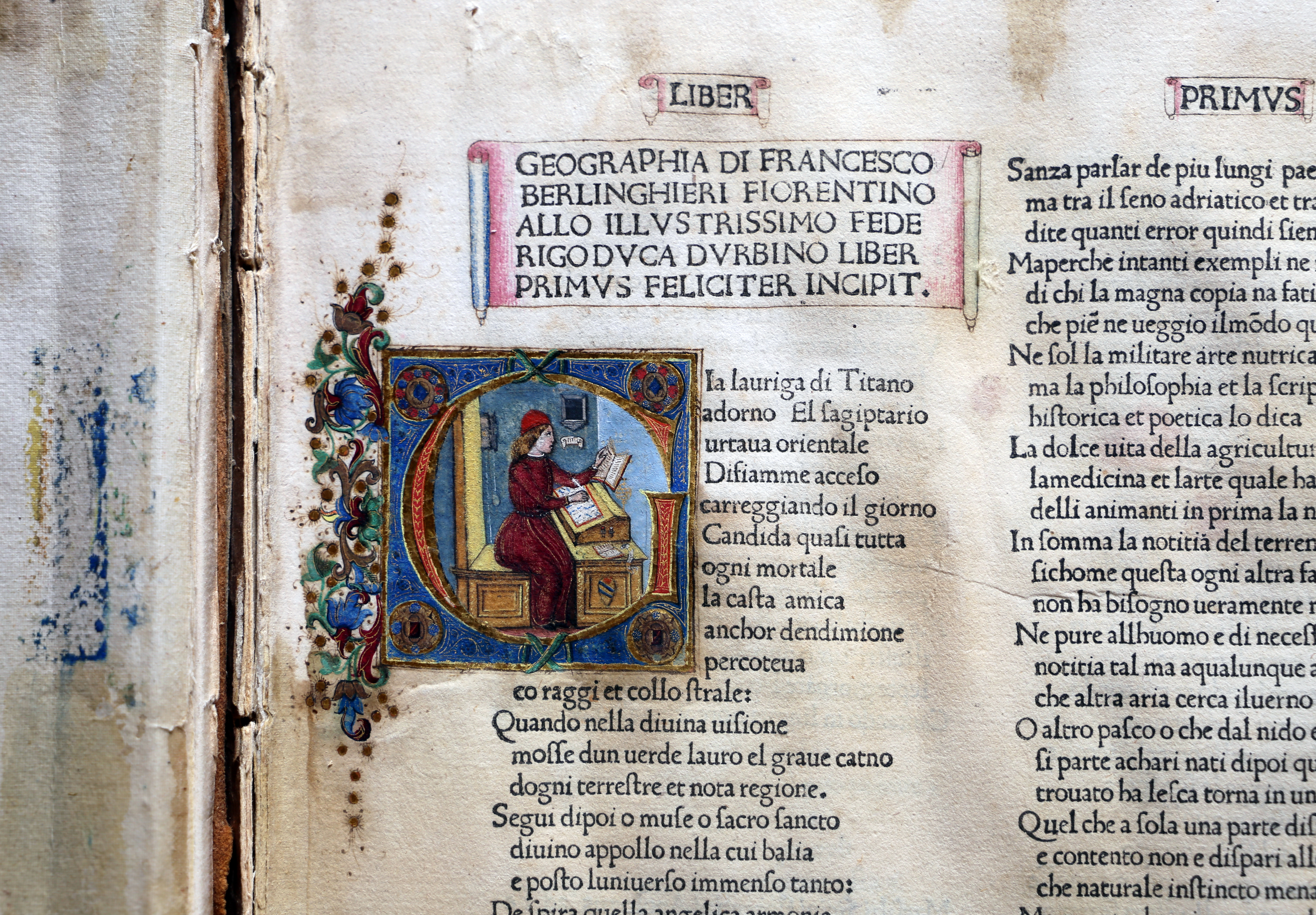
Una miniatura per l'edizione della Geographia nella biblioteca dell'Accademia della Crusca

Francesco Berlinghieri (Firenze, 17 settembre 1440 – Firenze, 17 febbraio 1500) è stato un geografo e umanista italiano.

## Biografia
Nel 1482 pubblicò un'edizione della Geographia di Claudio Tolomeo in terzine, comprendente anche carte di Italia, Spagna, Gallia e Terrasanta.